# Jean Vilar
Jean Vilar (ur. 25 marca 1912 w Sète, zm. 28 maja 1971 tamże) – francuski reżyser i aktor teatralny.

## Życiorys
W czasie gdy kształcił się na aktora i inspicjenta, podróżował z trupą po Francji. W 1943 rozpoczął karierę jako dyrektor sezonowy małego teatru w Paryżu. W 1947 został zaproszony, by kierował pierwszym dorocznym festiwalem sztuki teatralnej w Awinionie, co przyniosło mu sukces. W latach 1951–1963 był dyrektorem Théâtre National Populaire. Stał się reformatorem i organizatorem życia teatralnego we Francji. Teatr i festiwal traktował jako instytucje o określonych celach społecznych. W 1975 ukazał się wybór jego pism Le théâtre, service public. Ważniejsze, tytułowe role, kreował we własnych inscenizacjach: Ryszard II W. Szekspira (1947), Skąpiec (1953) i Don Juan Moliera (1954), Płatonow A. Czechowa (1956), Henryk IV L. Pirandella (1957) i Kariera Artura Ui B. Brechta (1960). Występował też w filmach, m.in. Wrota nocy Marcela Carnégo (1946).

## Wybrana filmografia
- 1946: Wrota nocy jako Przeznaczenie (w przebraniu kloszarda)
- 1950: Sprawiedliwości stało się zadość jako ksiądz w drukarni
- 1951: Casabianca jako komandor podporucznik L’Herminier